# Stenopogon gruenbergi
Stenopogon gruenbergi là một loài ruồi trong họ Asilidae. Stenopogon gruenbergi được Becker miêu tả năm 1911.